# Síndrome de Jerusalem
La síndrome de Jerusalem és una malaltia psíquica que afecta un turista o un habitant de Jerusalem. La malaltia té el caràcter d'una psicosi i s'exterioritza amb signes de deliris: l'afectat s'identifica completament amb una persona de la història sagrada de l'Antic o del Nou Testament i actua com a tal.

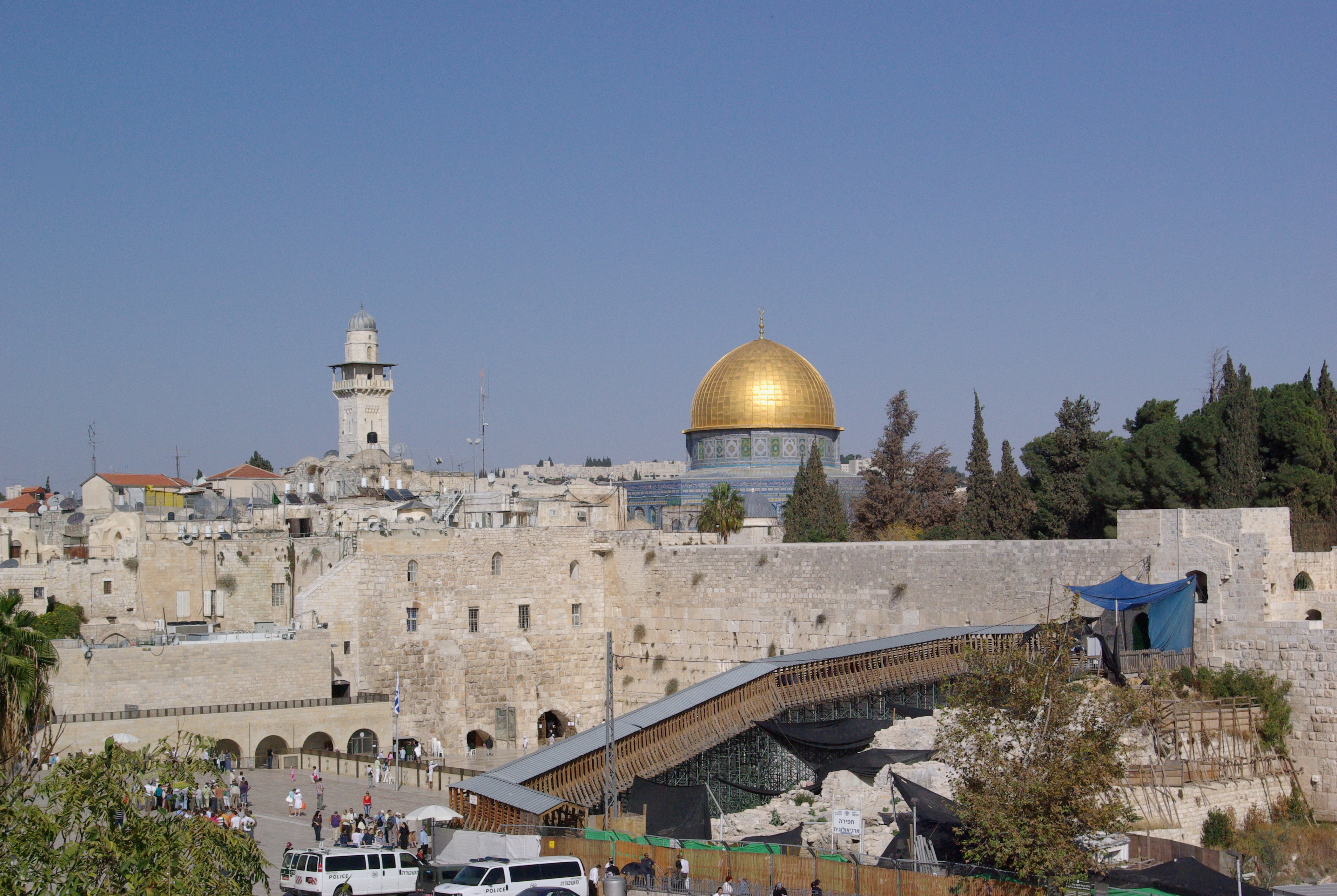
Mur de les Lamentacions i la Cúpula de la Roca de la mesquita d'al-Aqsa, a Jerusalem.

Moltes persones d'importància bíblica són objecte d'una identificació d'aquest tipus, com per exemple Moisès o el rei David de l'Antic Testament, o Jesús o sant Joan Baptista del Nou Testament. Habitualment els homes emulen personatges masculins de la Bíblia, i les dones, personatges femenins. La confessió religiosa també és important, ja que els jueus trien personatges de l'Antic Testament, i els cristians solen triar-los del Nou; mentre que no s'han donat gaires casos en musulmans.
La identificació amb personatges bíblics és completa i sol anar acompanyada per prèdiques públiques i pregàries amb malalts. Molts dels afectats acostumen a passejar-se vestits amb túniques o llençols.
La síndrome de Jerusalem fou descrita pel metge israelià Yair Bar El, que va fer el primer diagnòstic d'aquesta malaltia a principis dels anys vuitanta i, des d'aleshores, ha tractat més de 400 pacients a la clínica psiquiàtrica Kefar Xaul. La malaltia no és, en principi, perillosa; i els símptomes dels afectats acostumen a desaparèixer després d'uns quants dies. Tanmateix, moltes de les persones afectades ja tenien un historial psiquiàtric abans de sorgir-los la síndrome de Jerusalem, de manera que la majoria ja hi tenen una predisposició. Un dels casos més extrems de la síndrome fou el d'un turista australià, Michael Rohan, que incendià la mesquita d'al-Aqsa l'agost de 1969 a causa d'aquesta síndrome.
Cal remarcar que entre els afectats, n'hi ha molts més de protestants que de catòlics. Una explicació possible és que el protestantisme se centra en les Escriptures i en els conceptes de la fe; mentre que, en canvi, el catolicisme és influenciat pel Papa, cosa que pot apaivagar els desitjos d'identificació personal.